# Nephrotoma chalybea
Nephrotoma chalybea är en tvåvingeart som beskrevs av Alexander 1921. Nephrotoma chalybea ingår i släktet Nephrotoma och familjen storharkrankar. Inga underarter finns listade i Catalogue of Life.